# Giorgino
Giorgino (tiếng Pháp:Giorgino), là bộ phim điện ảnh Pháp, công chiếu năm 1994. Phim do Laurent Boutonnat đạo diễn, và ca sĩ Mylène Farmer đóng vai chính, chi phí 12 triệu euro. Bộ phim quay tại Tiệp Khắc (Praha và đồng bằng Slovakia) đầu năm 1993, trong cái lạnh -30 °C.
Nội dung của bộ phim nói về hậu Chiến tranh thế giới thứ nhất, tháng 10 năm 1918, bác sĩ trẻ Giorgio- người không bao giờ biết cha mẹ thật của mình và mất cha mẹ, đi tìm lại những đứa trẻ mồ côi trong trại trẻ của mình -12 đứa thiểu năng trí tuệ, mà ông được biết là đã chết, và gặp Catherine- cô gái có mẹ vừa treo cổ chết chưa chôn, vật lộn với cơn đói... Bộ phim liên quan hậu quả chiến tranh, và vấn đề tôn giáo, về số phận con người, những linh hồn vô tội bị đe dọa của bóng đêm, về vũ trụ...Cảnh phim là những trại tị nạn, trại trẻ mồ côi có những đứa trẻ mắc bệnh down, những đỉnh núi phủ tuyết trắng không một ánh Mặt Trời, những khu rừng tối, đầm lầy, nghĩa trang trắng tuyết, bệnh viện với những cái xác, làng đói với con đường vắng tanh, nhà thờ trống rỗng, quảng trường thị trấn với những cỗ quan tài...Hình ảnh các con sói, chim cú lợn... Boutonnat tóm tắt bộ phim của mình: Georgie là ngày cuối cùng của một người đàn ông và hành trình của mình thời thơ ấu.
Bộ phim được xem là không khí rất u tối, buồn ảm đạm, nặng nề và dài dòng (ban đầu là 4 giờ sau cắt vẫn dài 3 giờ, kịch bản gốc tới 184 trang),... Khi công chiếu phim bị khá đông giới chuyên môn chỉ trích và không nhận được sự hồ hởi của phần đông khán giả, thất bại doanh thu. Khi đó Laurent Boutonnat tuyên bố là bảo vệ bản quyền đối với phim của mình, và chỉ cho phát hành trở lại năm 2007 khi phim mới của ông Người nông dân nổi dậy thành công và thu hút khán giả (mặc dù còn có những ý kiến liên quan chính trị tế nhị, hay nhiều ý kiến phim cũ 1969 thành công hơn - mặc dù không khí u tối hơn - do hình ảnh và ống kính cảnh quay chân thực hơn,...). Có chi tiết đáng chú ý là Sébastien Degrâce, cha của Catherine có ngày sinh trùng ngày sinh của Laurent Boutonnat và trùng ngày Jacquou tấn công lâu đài Nansac.
Đáng ngạc nhiên là bộ phim từng bị quên lãng, khi phát hành trở lại lại được công chúng đón nhận nhiệt thành và giới chuyên môn đánh giá rất cao. Phim phát hành bằng tiếng Anh.

## Diễn viên
- Mylène Farmer: Catherine Degrâce
- Jeff Dahlgren: Giorgio Volli
- Jean-Pierre Aumont: Sébastien Degrâce, cha Catherine
- Joss Ackland: Abbé Glaise
- Louise Fletcher: chủ quán
- Frances Barber: Marie
- Albert Dupontel: y tá tàn tật
- Christopher Thompson, Christian Gazio (non crédité): đại úy trẻ
- Su Elliott: Marthe
- Janine Duvitski: Josette
- Richard Claxton: Raoul
- John Abineri: Dr Jodel
- Anne Lambton: Mère Raoul
- Valérie Kaplanová: cụ già